# Jamal Mohammed
Jamal Mohammed est un footballeur international kényan né le 24 novembre 1984 à Nairobi. Il est milieu défensif.

## Biographie

### En sélection nationale

#### Buts internationaux
| #  | Date             | Lieu                 | Adversaire | Score | Résultat | Compétition             |
| -- | ---------------- | -------------------- | ---------- | ----- | -------- | ----------------------- |
| 1. | 6 septembre 2008 | MISC, Nairobi, Kenya | Namibie    | 1-0   | Victoire | Qualifications CM 2010  |
| 2. | 26 mars 2011     | MISC, Nairobi, Kenya | Angola     | 2-1   | Victoire | Qualifications CAN 2012 |